# Jeff Samardzija
Jeffrey Alan Samardzija (23 de enero de 1985, Merrillville, Indiana) es un jugador de béisbol como lanzador (pitcher) de los Chicago Cubs. También fue jugador de fútbol americano como un gran receptor en la Universidad de Notre Dame, donde rompió records del equipo de fútbol americano. Samardzija tiene una especialización en la carrera de comercialización.

## Primeros años
Creció en Valparaíso, Indiana, donde asistió a Valparaíso High School, y fue letterman en fútbol americano, baloncesto y béisbol. En el fútbol americano, fue nombrado tres veces como All-State, y dos veces fue nombrado el jugador más valioso del equipo. Después de su último año, se le invitó a participar en el juego de Indiana All-State. En el béisbol, fue All-State. Samardzija se graduó de Valparaíso High School en 2003. El atletismo era algo normal en los principios de la vida de Jeff. Su padre, Sam Samardzija, fue jugador semiprofesional de hockey, y el hermano mayor de Jeff, Sam Jr. fue también All-State para el equipo de fútbol y béisbol de Valparaíso High School.

## Años universitarios
Jeff hizo su primer impacto en Notre Dame en el béisbol como lanzador derecho al clasificarse segundo en la Big East Conference tanto en carreras permitidas (2.95) y como en promedio de bateo (.209), y se le nombró Freshman All-American por la revista Collegiate Baseball Magazine. Continuó practicando béisbol en Notre Dame hasta que fue seleccionado por los Chicago Cubs en la quinta ronda (selección global 149) del Draft de la Major League Baseball de 2006.
Como jugador de fútbol americano, fue reserva en sus dos primeras temporadas, con un total de 24 recepciones, y fue titular en el Insight Bowl de 2005 al final de su segundo año en Notre Dame. Se convirtió en un jugador estelar en la temporada 2005, la cual terminó con 77 recepciones, 15 de ellas para touchdown, y 1215 yardas.
Samardzija también hizo al menos un TD en cada uno de sus primeros ocho juegos con Notre Dame's en el 2005, dándole a la escuela récord de juegos consecutivos con una recepción de TD. Samardzija hizo 78 recepciones para 1017 yardas y 12 touchdowns en 13 juegos en la temporada 2006 para terminar como líder en yardas de recepción con 2593 de todos los tiempos.
El hijo de Sam y la difunta Sra Debora Samardzija, Jeff , fue seleccionado como uno de los tres finalistas para el Fred Biletnikoff Award, que otorga anualmente al mejor receptor. A pesar de que inicialmente planificó desempeñarse qomo jugador tanto en la NFL y MLB, anunció que quitaría su nombre del draft de la NFL y dedicarse a jugar béisbol en la MLB.

## Carrera profesional
El 19 de enero de 2007, anunció que renunciaría a la National Football League y se comprometería a una carrera de béisbol. Samardzija firmó un contrato de cinco años con los cachorros de chicago, a jugar béisbol a tiempo completo. El acuerdo fue con un valor de $ 16,5 millones en dinero garantizado, con una cláusula de no comerciales y un club opciónal para un sexto y séptimo año. Gurú Mel Kiper Jr dijo que tenía tanto potencial en el fútbol que seria elegido en la primera ronda del NFL draft 2007 pero Peter Gammons de ESPN dijo que Samardzija tenía el potencial de ser un excelente lanzador en el béisbol.
Comenzó la temporada lanzando para single-A daytona cubs, donde lanzó 3-8 con 4.95 ERA.
Fue reclutado por Tennessee smokies AA en agosto de 2007 haciendo seis entradas con un récord 3-3 con 3.41 ERA.
Ryan Hand, de Boise, dijo que "Él realmente parece que tiene el potencial de ser un gran lanzador de tiempo, pero él definitivamente tiene que trabajar en su velocidad ."Samardzija dijo;"Los números, obviamente, no estoy muy feliz sobre ellos`.Pero yo me adentro a la temporada completa."
Samardzija no estaba arrepentido por su decisión de jugar baseball y, por lo tanto, es considerado como un agente libre por la NFL.

## Vida privada
- Fuera del campo, Samardzija disfruta de la pesca, snowboard, escuchar música, y al aire libre en su estado natal de Indiana.

- Es de ascendencia serbia, como sus abuelos emigraron de Europa a finales de 1940.

- Samardzija fue apodado "Shark"(tiburón) por el equipo de baseball de la Universidad de Notre Dame, después fue nombrado cariñosamente así por sus fanáticos, amigos y equipo de fútbol.

- Samardzija es excelente amigo del ahora Free Safety de los Baltimore Ravens egresado de la UND; Tom Zbikowski, fue también su compañero de cuarto.